# Фронтин (Белуно)
Фронтин (итал. Frontin) је насеље у Италији у округу Белуно, региону Венето.
Према процени из 2011. у насељу је живело 214 становника. Насеље се налази на надморској висини од 375 м.